# Marina Koševaja
Marina Vladimirovna Koševaja (in russo Марина Владимировна Кошевая?, trasl. angl.: Marina Koshevaya) (Görlitz, 1º aprile 1960) è un'ex nuotatrice sovietica.
Specializzata nelle gare a rana, vinse la medaglia d'oro alle Olimpiadi di Montreal nel 1976 nei 200 rana battendo il record del mondo, e conquistò quella di bronzo nei 100 rana.

## Palmarès
- Giochi olimpici estivi

Montreal 1976: oro nei 200m rana e bronzo nei 100m rana.
- Campionati europei giovanili di nuoto

Ginevra 1975: bronzo nei 100m e 200m rana.